# 洪賢錫
洪 賢錫 (ホン・ヒョンソク、ラテン字：Hong Hyun-seok、ハングル：홍현석、1999年6月16日 - )は、大韓民国・ソウル特別市出身のプロサッカー選手。リーグ・アン・FCナント所属。ポジションはMF。

## クラブ経歴
15歳の時に蔚山現代FCのユースチームに加入。2018年1月にトップチーム昇格と同時にドイツ3部リーグのSpVggウンターハヒンクにローン移籍で加入。2018-19シーズンにトップチームに昇格し、3部リーグで7試合に出場。2019年7月にはオーストリア2部リーグのFCユニオルスOÖにローン移籍で加入。2年間で52試合2ゴールを記録した。
2021年7月15日、LASKリンツと2年契約を締結。加入1年目の2021-22シーズンはリーグ戦24試合に出場。
2022年8月8日、KAAヘントと4年契約を締結。13日のKVオーステンデ戦で移籍後初ゴールを決めた。
2024年8月29日、1.FSVマインツ05へ移籍。契約期間は2028年までとなっている。
2025年7月30日、買取オプション付きの1シーズンローンでフランスのFCナントに加入した。

## 代表歴
2014年南京ユースオリンピックにU-16の韓国代表として招集され、銀メダルを獲得。
2022年にはU-23代表としてAFC U23アジアカップに出場。
2023年、アジア競技大会で3ゴールを記録し、U-23韓国代表も金メダルを獲得し兵役を免除された。

## タイトル

### 代表
U-23韓国代表
- アジア競技大会（2023）